# Born to Run
Az 1975-ös Born to Run Bruce Springsteen amerikai énekes harmadik nagylemeze. Azonnali kereskedelmi siker lett, a kritikusok is dicsérték, így meghozta Springsteennek az áttörést. A Billboard 200 listán a 3. helyig jutott, világszerte hatmillió példányban kelt el. Két kislemez jelent meg az albumhoz, a Born to Run és a Tenth Avenue Freeze-Out, előbbi a mainstreambe juttatta Springsteent.
2003-ban 18. lett a Rolling Stone magazin Minden idők 500 legjobb albuma listáján. Szerepel továbbá az 1001 lemez, amit hallanod kell, mielőtt meghalsz című könyvben.

## Az album dalai
| 1. | Thunder Road            | Bruce Springsteen | 4:49 |
| 2. | Tenth Avenue Freeze-Out | Springsteen       | 3:11 |
| 3. | Night                   | Springsteen       | 3:00 |
| 4. | Backstreets             | Springsteen       | 6:30 |

| 1. | Born to Run              | Springsteen | 4:31 |
| 2. | She's the One            | Springsteen | 4:30 |
| 3. | Meeting Across the River | Springsteen | 3:18 |
| 4. | Jungleland               | Springsteen | 9:34 |

## Közreműködők

### Az E Street együttes
- Roy Bittan – zongora, Fender Rhodes, háttérvokál
- Ernest "Boom" Carter – dob  a Born to Run-on
- Clarence Clemons – szaxofon, csörgődob, háttérvokál
- Danny Federici – orgona, harangjáték
- Suki Lahav – hegedű  a Junglelanden
- David Sancious – zongora, orgona  a Born to Run-on
- Bruce Springsteen – ének, gitár, harmonika, ütősök, kürt
- Garry W. Tallent – basszusgitár
- Max Weinberg – dob

### További zenészek
- Steven Van Zandt – kürt a Tenth Avenue Freeze Out-on, háttérvokál a Thunder Road-on
- Wayne Andre – harsona
- Mike Appel – háttérvokál
- Michael Brecker – kürt, szaxofon
- Randy Brecker – trombita, szárnykürt
- Charles Calello – karmester, húrosok
- Richard Davis – basszusgitár
- David Sanborn – szaxofon

### Hangmérnökök
- Andy Abrams
- Angie Arcuri
- Ricky Delena
- Jimmy Iovine
- Louis Lahav
- Thom Panunzio
- Corky Stasiak
- David Thoener